# 比伯巴赫
比伯巴赫是奥地利下奥地利州阿姆施泰滕县的一个市镇。总面积28.37平方公里，总人口2149人，人口密度75.7人/平方公里（2005年）。